# Infernal Live Orgasm
Infernal Live Orgasm – album koncertowy black metalowego zespołu Belphegor. Wydany został w 2002 roku nakładem wytwórni płytowej Phallelujah Productions.

## Lista utworów
1. "March Of The Dead"
2. "Purity Through Fire"
3. "Necrodaemon Terrorsathan"
4. "The Last Supper"
5. "No Resurrection"
6. "Swarm Of Rats"
7. "Diabolical Possession"
8. "Blackest Ecstasy"
9. "Requiem Of Hell"
10. "Der Untergang (part II)"
11. "Graves Of Sorrow"
12. "Hellbound"
13. "Vomit Upon The Cross"
14. "Purity Through Fire"